# 그레고리 하우스

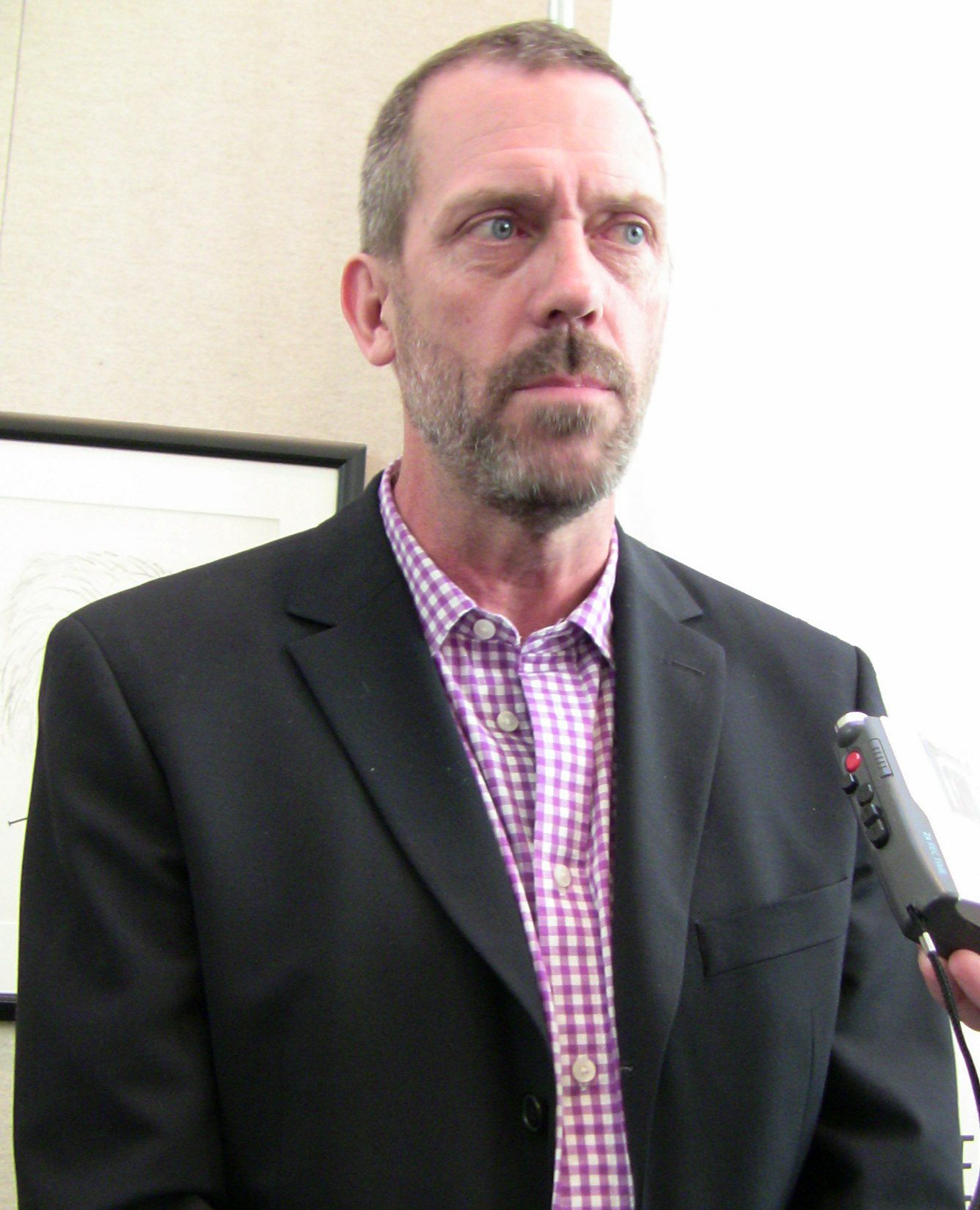

그레고리 하우스(Gregory House)는 의학 드라마 《하우스》의 주인공이다. 휴 로리가 하우스 역을 맡았다. 가상 병원인 프린스턴-플레인즈보로 대학병원(Princeton-Plainsboro Teaching Hospital)의 진단의학과장을 맡고 있다. 다리 통증을 이유로 진통제인 바이코딘을 자주 복용한다. 주로 구두쇠(curmudgeon)와 인간 혐오자(misanthrope)로 불려왔으며 특히 curmudgeon은 2005년 미국에서 유행어로 떠오르기도 했다. 그의 이름 'Gregory House'은 'Huge ego, sorry'('거대한 자아, 죄송합니다')의 애너그램이기도 하다. 제임스 윌슨은 그의 유일한 친구이고 하우스가 다리가 경색된 전부터 관계를 유지한 걸로 알려져있다.

## 성격
인터뷰에서 하우스의 제작자인 데이비드 쇼어는 하우스의 성격은 셜록 홈즈에서 부분적으로 영감을 따왔다고 했다. 홈즈를 영어로 발음하면 home (집)이란 단어와 흡사하게 들려서 일부러 이름을 같은 의미를 가지고 있는 단어인 하우스로 지었다고 했다. 하우스와 홈즈는 여러 공통점을 갖고 있다. 둘 다 친구가 하나밖에 없으며 뛰어난 추리력, 작은 것들을 관찰하며 결론을 짓는 경향과 악기를 연주하는 데 재능을 소유하고 있다. 하우스는 피아노와 기타를 연주하고 홈즈는 바이올린 연주를 즐긴다. 홈즈는 코카인 중독자인 것처럼 하우스는 그의 시간을 낭비하는 귀찮은 환자를 맡을 때마다 바이코딘을 대량으로 복용한다.시즌1 11화〈Detox〉에서 하우스는 바이코딘에 중독되었다고 인정하지만 약물 중독은 그에게 문제가 되지 않는다고 한다. 여러 에피소드에서 대마초와 코카인 흡입을 언급한 적 있다.〈Distractions〉에서는 두통을 치료하기 위해서 LSD를 복용하기도 한다. 혈액형은 AB형이다. 홈즈와 하우스 모두 사람들의 외양과 행동으로부터 동기와 내력을 해독하는데 능숙하다. 홈즈는 221B Baker 거리에 살며 하우스의 아파트는 221B이다. S02E24에서 하우스를 총으로 쏜 Jack Moriarty는 셜록 홈즈의 맞수인 James Moriarty 교수와 일치한다.
하우스는 무신론자이며 사람들의 외모, 성격이나 행동을 보고 해독하는 것을 즐긴다. 소년이었을 때 자주 여러 나라(일본, 이집트 등등)로 옮겨다녀서 만다린어, 포르투갈어, 일본어, 스페인어, 힌디어를 어느 정도 구사할 수 있다. 하우스가 즐겨보는 텔레비전 프로그램은 《스폰지밥》, 《The L Word》, 《24》, 《The OC》, 《Guiding Light》와 휴 로리가 80년대 출연했던 영국 시트콤 《블랙애더》 등이 있다. 그는 외모에 특별한 신경을 쓰지 않는다. 비디오 게임 중 유난히 메트로이드를 즐긴다. 하우스는 자주 일을 등한시해서 아무것도 하지 않을 때는 게임보이 어드밴스 SP, 닌텐도 DS나 PSP를 들고 있는 장면이 자주 나온다. 저글링과 요요에 재능이 있다. 청바지와 운동화를 입고 병원에 출근하며 환자들이 안쓰러운 눈으로 보는 것을 피하기 위해 의사들이 흔하게 입는 하얀 실험 가운을 착용하지 않는다.
하우스의 성격은 자주 교묘하고 독설적인 모습으로 비춰진다. 사람들의 흠을 들춰내거나 약점을 비웃는걸 좋아하며 사람들의 행동을 관찰하고 그들의 인격과 외양으로부터 행동의 동기와 내력을 정확하게 짚어낸다. 그의 친구인 닥터 윌슨의 말하기를, "몇몇 의사들이 메시아 컴플렉스-세상을 구하려고 하는 환상-를 갖고 있는데, 대신에 하우스는 루빅스 컴플렉스-병적으로 퍼즐을 풀려고 하는 심리-를 갖고 있다"고 한다. 하우스는 환자를 만나기까지 시간이 오래 걸리곤 한다. 그가 그의 환자를 만날 때는 비정상적인 노매너를 보여주며, 일반적이지 않은 방법으로 치료를 한다. 하지만 그들에게 관심을 기울이지 않는 듯 보이지만, 빠르고 정확한 진단을 내림으로써 그들에게 깊은 인상을 주곤 하는 것이다. 이런 모습은 병원의 외래진료를 받기 위해 찾아온 환자들로 가득한 곳에서 1분만에 진단을 끝내는 장면에서 잘 나타난다.
그의 괴짜스러운 모습은 일반적으로 만성적인 다리 통증 때문인 것으로 보인다. 예전에 사귀었던 스테이시의 말로는, "예전엔 꽤 귀여웠다고". 그러나 커디 원장 말로는 "예나 지금이나 자기중심적이고 나르시시스트적인 골치거리" 란다.
하우스는 포르노에 대해 공개적으로 말하거나 언급을 하곤 한다. 어린 여성 환자와 성적인 농담을 주고받기도 한다.
그는 입버릇처럼 "모든 사람들은 거짓말을 한다"고 말하지만 재밌는 건 1시즌 파이널 에피에서 지적된 것처럼 거짓말쟁이 패러독스에 따라 그가 말하는 것도 거짓말이라는 사실이다. 하우스는 합리적이지 못하고 무의미한 사회적인 규범을 비난한다. 그는 자 폐아 환자를 다루는 에피소드에서 그를 부러워한다고 말하기도 했다. 왜냐하면 그는 사회의 강요로부터 벗어난 생활을 누리고 있다고 생각하기 때문. 같은 에피소드에서 윌슨은 하우스가 아스퍼거 장애를 갖고 있지 않나 추측한 적도 있었다. 왜냐하면 사회의 요구를 받아들이는것을 힘들어하며 외양을 가꾸는데 신경을 쓰지 않으며 변화에 저항하려는 하우스의 모습 때문이었다. 하우스는 반사회적인 사람으로서, 자신에 대해 다른사람들과 공유하는 것을 꺼린다. 전체적으로 그는 냉소적인 모습을 보여주며 권위를 경멸한다.

## 일대기
하우스는 존 하우스와 블라이스 하우스 사이에서 1959년 6월 11일(휴 로리의 생일)에 태어난걸로 추정된다. 14세 당시 일본에 살고 있을 때 부라쿠 의사가 아무도 해결할 수 없는 병을 해결하는 모습을 보고 의사가 되는 꿈을 키웠다. 하우스는 그의 어머니를 사랑하지만 그의 아버지를 미워한다고 밝힌 적이 있다. 왜냐하면 그가 "미친 도덕주의자"라고 믿기 때문이며, 그래서 일부러 부모님을 피해 다닌다. 한때, 하우스는 자신을 학대했던 할머니가 그의 부모와 함께 떠나갔다는 내용의 이야기를 들려준 적이 있는데, 사실 자신을 학대한건 할머니가 아니라 그의 아버지였다는걸 나중에 실토했다.
드라마의 내용이 시작하기 10년전에 하우스는 스테이시와 관계를 갖기 시작했다. 5년 후에 골프를 치다가 오른쪽 다리에 경색이 왔고 3일간 진단을 받았지만 알 수 없다는 결과만 나왔다. 다리 통증이 경색의 유일한 증상이라서 오진의 발단이 되었다. 다리를 자르는 것을 원치 않는 하우스를 위해 스스로가 제안한 치료가 고통스러워 의도적으로 혼수를 유도했는데 혼수중 그의 여자친구, 스테이시 워너가 당시 담당의이자 병원장인 커디와의 합의 하에 다리근육을 제거하기로 결정해서 하우스는 워너와 헤어졌고 근육을 너무 많이 제거한 나머지 평생 다리를 절뚝이게되었다. 이 때문에 늘 고통을 겪고 있으며 결과로 바이코딘을 복용하기 시작했고 결국에는 중독되었다. 그럼에도 불구하고 다리를 절단하고 싶지 않아한다. 존스 홉킨스 대학에서 학사 학위를 취득하고 미시간 대학교에서 의학을 공부했으나 학장에게 퇴학을 당하고 존스 홉킨스 대학 의과대학원으로 옮겨갔다. 메이요 클리닉에서 장학금을 받고 수련을 받게 되지만 그의 동창이자 라이벌인 필립 웨버때문에 시험 중 부정행위가 탄로나서 쫓겨나게 된다. 미시간 대학교 재학 중에는 미래의 하우스의 보스가 될 리사 커디를 만나게 된다. 과거에 성관계를 가진 듯한 미묘한 대사들이 오가고(커디 : "I'm not pregnant") 여러 번 드라마에서 둘 사이에 성적긴장이 나타나기도 한다. 또 작가의 의도에 따르면 하우스는 극중의 여러인물과의 감정교류를 의도해두고 있다. 캐머론과의 관계, 윌슨과의 관계 그리고 커디와의 관계가 그러하다. 어느 관계든 확실성을 드러내지않지만 여지를 남겨둠으로 극의 긴장감을 더하기 위해서이다.
하우스는 오랜 친구인 제임스 윌슨이 있다. 윌슨은 하우스의 다리가 망가지기 전부터 알고 지내왔고 하우스와 스테이시의 관계가 끝난 뒤에도 그를 보살펴주었다. 윌슨의 이혼 후에 하우스의 아파트에 들어와 살기도 했지만 이 때 보여준 그의 태도에서 그가 감성적인 유대를 꺼려한다는 것을 보여준다. 비록 그들은 자주 서로에 대해 분석하고 비판하긴 하지만 윌슨은 하우스를 보호하기 위해 그의 커리어를 거는 모험을 하기도 했다. 하우스가 전적으로 동의하듯 그의 베스트 프렌드로 남아준 것을 포함해서 윌슨에 대해 감사하는 마음을 갖고 있다.